# Włodzimierz Łomski
Włodzimierz Łomski (ur. 18 sierpnia 1914, zm. 14 września 1939 w okolicy Brodów) – podporucznik pilot Wojska Polskiego.

## Życiorys
Syn Bronisława i Marii z domu Gusiew. Uczęszczał do I Miejskiego Gimnazjum im. gen. Józefa Sowińskiego w Warszawie. W 1936 roku uzyskał maturę w Gimnazjum Wojciecha Górskiego w Warszawie. Ukończył dęblińską Szkołę Podchorążych Lotnictwa z 29. lokatą (XIII promocja), 1 września 1939 uzyskał mianowanie na podporucznika. Uczestniczył w kampanii wrześniowej, został przydzielony do eskadry rozpoznawczej, którą utworzono 10 września 1939 pod dowództwem kapitana obserwatora Maksymiliana Brzozowskiego. 14 września 1939 miał miejsce przelot eskadry w lotniska w Wielicku do Stanisławowa, w okolicach miasta Brody nastąpił atak hitlerowskich samolotów myśliwskich, którzy ostrzelali m.in. samolot PZL.23 Karaś, którym leciała załoga w składzie podporucznik pilot Włodzimierz Łomski, podporucznik pilot Jan Matuszkiewicz oraz podporucznik obserwator Józef Mika. Samolot został zestrzelony, cała załoga zginęła. Miejsce spoczynku nie jest znane, pośmiertnie wszyscy zostali odznaczeni Krzyżem Walecznych.